# Boarmia fimbriata
Boarmia fimbriata là một loài bướm đêm trong họ Geometridae.